# جريدة النداء
جريدة النداء صحيفة عراقية صدرت في تاسع أيام الغزو العراقي للكويت وتوقف إصدارها قبل تحرير الكويت في 1 يناير 1991

## إصدارها وهدفها
أصدرت من قبل النظام العراقي إبان الغزو العراقي للكويت في تاسع أيام الاحتلال في أغسطس 1990 مقرها مطابع جريدة القبس الكويتية في شارع الصحافة منطقة الشويخ وكانت تمجد الرئيس الأسبق صدام حسين والقوات العراقيه وتمول من قبلهم  ، أغلقت السلطات العراقية صحيفة القبس وأسست النداء باستخدام المرافق التي تم الاستيلاء عليها من القبس. وكانت النداء هي الصحيفة الوحيدة التي نشرت خلال هذه فترة أثناء الاحتلال العراقي عام 1990–1991. . ووزعت مجانًا في الكويت. كما تم بيعها في الأردن. كانت تنشر خطابات الرئيس صدام حسين ومعلومات عن القوانين والمراسيم الصادرة عن السلطات العراقية.
تم إغلاقها في 1 يناير 1991 دون أي إعلان مسبق.

### محاولة المقاومة الكويتية إيقافها
حاولت المقاومة الكويتية إلغاء عملية جريدة النداء لأنها كانت تسبب نوعا من الإحباط في المجتمع الكويتي وبالتالي قرروا ضرب جريدة النداء بصاروخين ولكن اثناء تنفيذ العملية وجدوا عائلة كويتية خارج بيتها في ثالث بيت على اليسار فطلبوا منهم الدخول إلى المنزل ولكنهم رفضوا الدخول وبالتالي الغيت العملية خوفا على ارواحهم.

## طاقم العمل
- إبتسام الدخيل (صحفي) العراق
- عبد الرحمن الحسيني [10](صحفي) الأردن
- محمد فواز العوضي بسيسو (صحفي) الأردن
- داوود سليمان القرنة (صحفي) الأردن
- حسن أحمد الخليلي (صحفي) الأردن
- غازي علم الدين (صحفي) لبنان
- مفيد عبد الرحيم  فلسطين

## توقفها
توقفت عن الصدور بعد تحرير الكويت في 26 فبراير 1991 بعدما تجاوزت الأصدار المئة طوال فترة الغزو العراقي

## محاكمة الصحفيين الذين عملوا فيها
في يونيو 1991 تمت محاكمة 24 شخصا، والمتهمون امرأة كويتية من أصل عراقي و 14 أردنيا من أصل فلسطيني وخمسة عراقيين وعربي لا ينتسب إلى اية دولة من البدون، وفلسطيني يحمل اوراق سفر. اتهموا بالعمل في جريدة النداء التي كانت الناطقة باسم العراق، خلال الاحتلال الذي دام سبعة أشهر صدرت بحقهم أحكام بالإعدام العقوبة القصوى، وقد سجن أربعة اشخاص بعقوبات اقصاها 15 بعد صدور الأحكام العرفية الكويتية في 15 يونيو
عام 1991والتي قضت بإعدام نحو 18 مداناً بتهمة«التعاون» مع سلطات الاحتلال العراقي للكويت في حينه وكانت النيابة العامة الكويتية قد وجهت لكل المتهمين الذين عملوا في صحيفة النداء لائحة اتهام من خمسة بنود 1- الاتصال مع العدو2- قبض أموال من العدو3- إحباط معنويات الشعب الكويتي 4- العمل في نشرة للعدو معادية للكويت 5- الخيانة العظمى.
وعن سؤال المحكمة عن أسباب تعاونهم قالوا بأنهم هددوا بالإعدام في حينها من قبل المسؤول العراقي الاعلامي عن الساحة الكويتية كما عرّف نفسه في حينه وهو الملحق الصحافي في السفارة العراقية سابقا في الكويت حامد الملا الذي هدد باعدامهم إذا رفضوا العمل في الصحيفة، لكن تلك الأحكام لم تنفذ فيما للاحتجاجات الشديدة عليها وتوسط الملك الحسين بن طلال للإفراج عن ثمانية مواطنين أردنيين
وذلك بعد قضائهم نحو ثمانية أعوام في السجون الكويتية عقب خفض حكم الإعدام إلى المؤبد.

### الإفراج عنهم وترحيلهم
تم الأفراج عن معظهم عند صدور العفو الأميري عام 2002 